# Вулиця Петра Полтави (Рівне)
Вулиця Петра Полтави — вулиця в місті Рівне, названа на честь українського публіциста та ідеолога ОУН-Б Петра Полтави. Вулиця проходить від вулиці Князя Володимира до вулиці Квітки-Основ'яненка. До неї також прилучається вулиця Євгена Гребінки.